# Capurodendron terminalioides
Capurodendron terminalioides är en tvåhjärtbladig växtart som beskrevs av Aubrev. Capurodendron terminalioides ingår i släktet Capurodendron och familjen Sapotaceae. Inga underarter finns listade i Catalogue of Life.